# Storfotshöns
Storfotshöns (Megapodiidae) är en familj inom ordningen hönsfåglar.

## Utseende och levnadssätt
Storfotshöns är kompakta, mellanstora fåglar med små huvuden och som namnet avslöjar stora fötter. De undviker att flyga, om inte absolut nödvändigt, och tillbringar större delen av tiden på marken. De flesta arter bor i djungeln och de flesta har brun eller svart fjäderdräkt. Många arter är tillbakadragna och ensamlevande, medan andra lever i kolonier på tusentals fåglar.

### Häckning

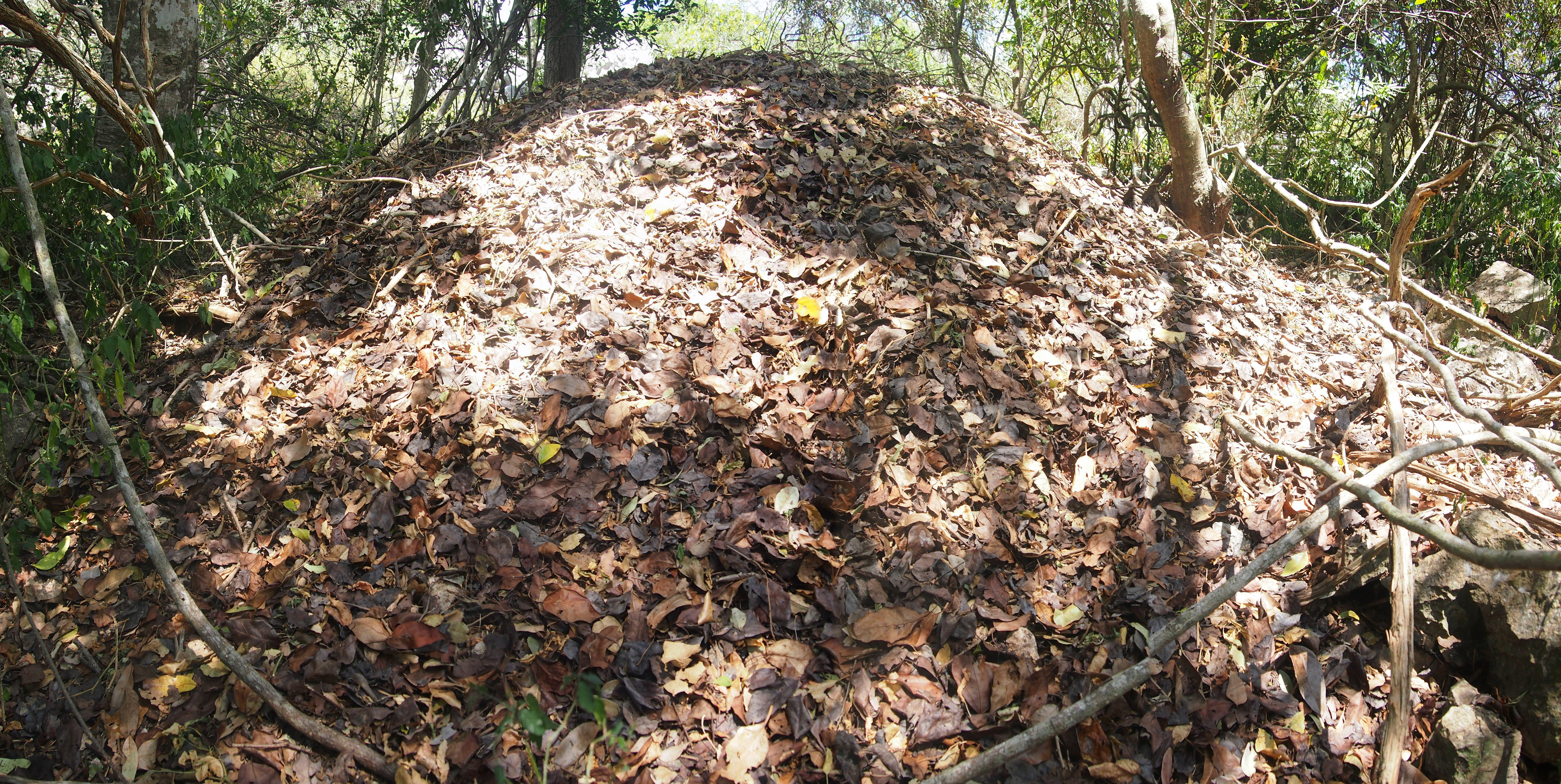
Australisk buskhöna har skapat denna lövhög.

Storfotshönsen ruvar inte sina ägg på traditionellt sätt, utan gräver ner dem. De är mest kända för att bygga stora högar av ruttnande växtlighet. Dessa sköts av hannen, vilken kontinuerligt justerar temperaturen genom att tillföra och ta bort material. Men inte alla arter bygger högar, några gräver helt enkelt ner äggen i lös sand eller jord och låter solen värma äggen. En art låter vulkanisk aktivitet i jorden värma äggen.
Kycklingarna har inte någon äggtand, utan bryter sig ut ur ägget med kraftfulla klor, och gräver sig sedan vidare upp till ytan. De kläcks med full fjäderdräkt, aktiva och redo för ett självständigt liv. Efter att äggen kläckts tar föräldrarna inte längre något ansvar för kycklingarna.

## Utbredning och systematik
Storfotshönsen lever i Australien, i delar av övärlden i Indonesien, på Nya Guinea, i Filippinerna samt på öar i västra Stilla havet.

### Nu levande släkten och arter

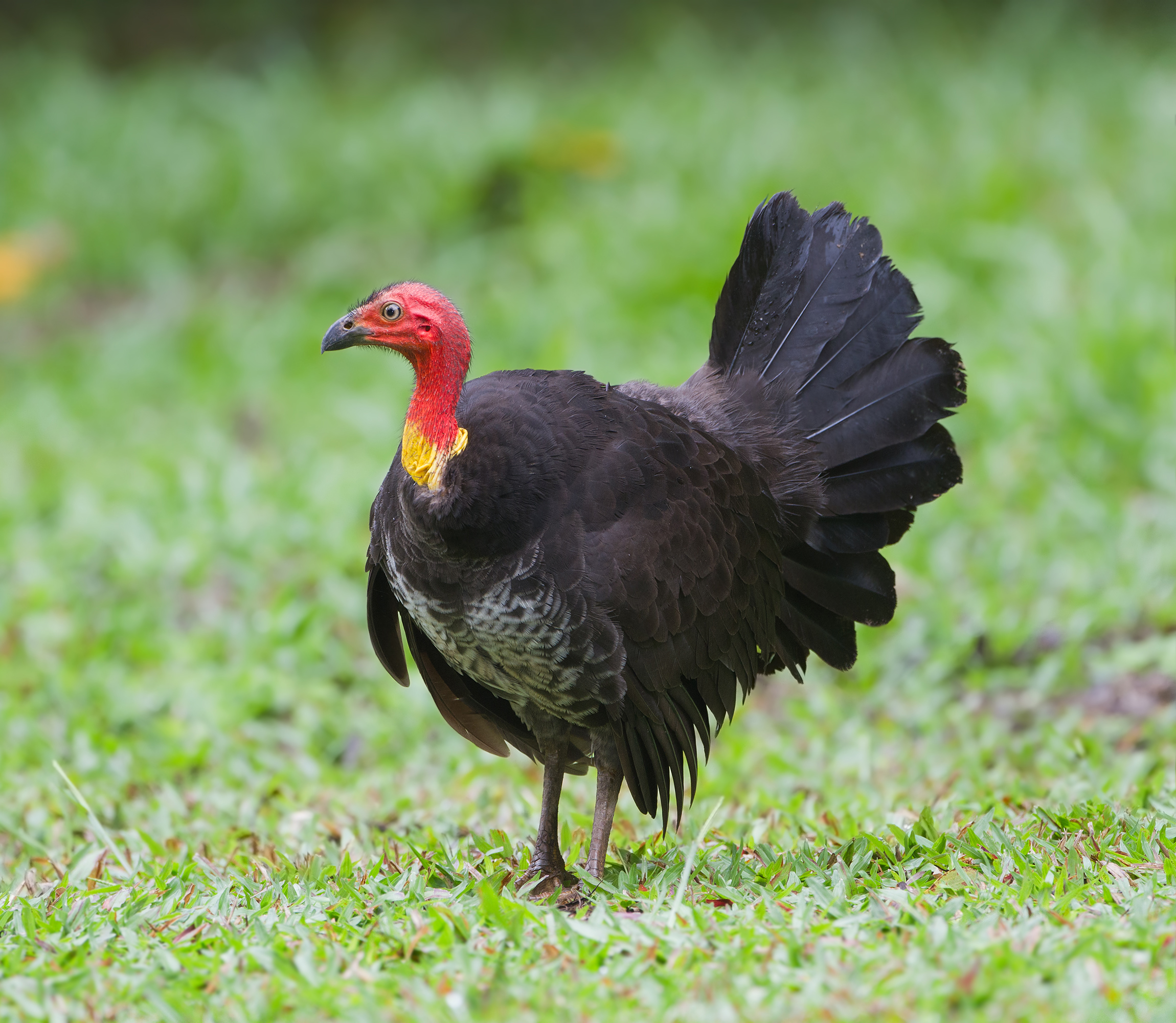
Australisk buskhöna (Alectura lathami)

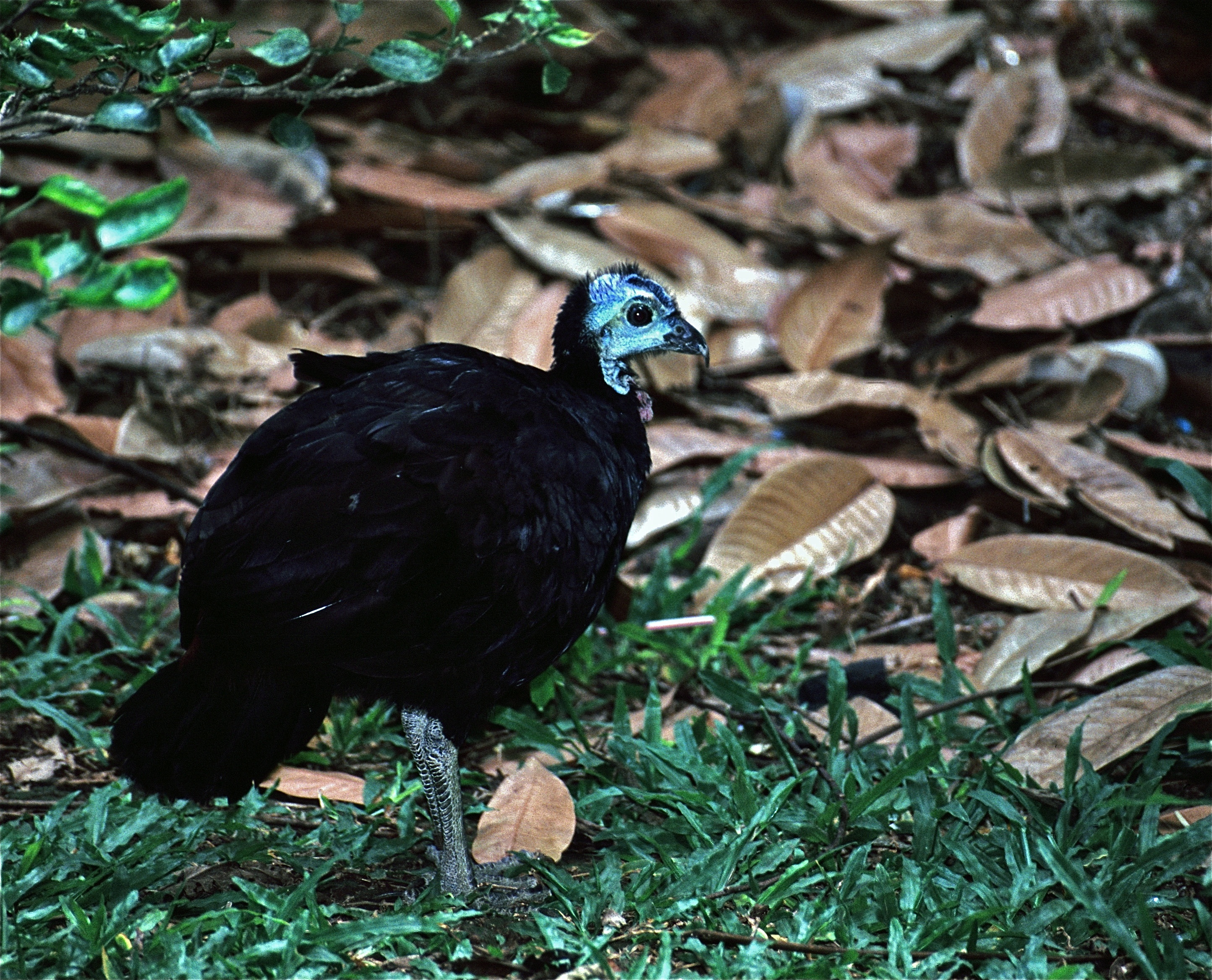
Kambuskhöna (Aeypodius arfakianus).

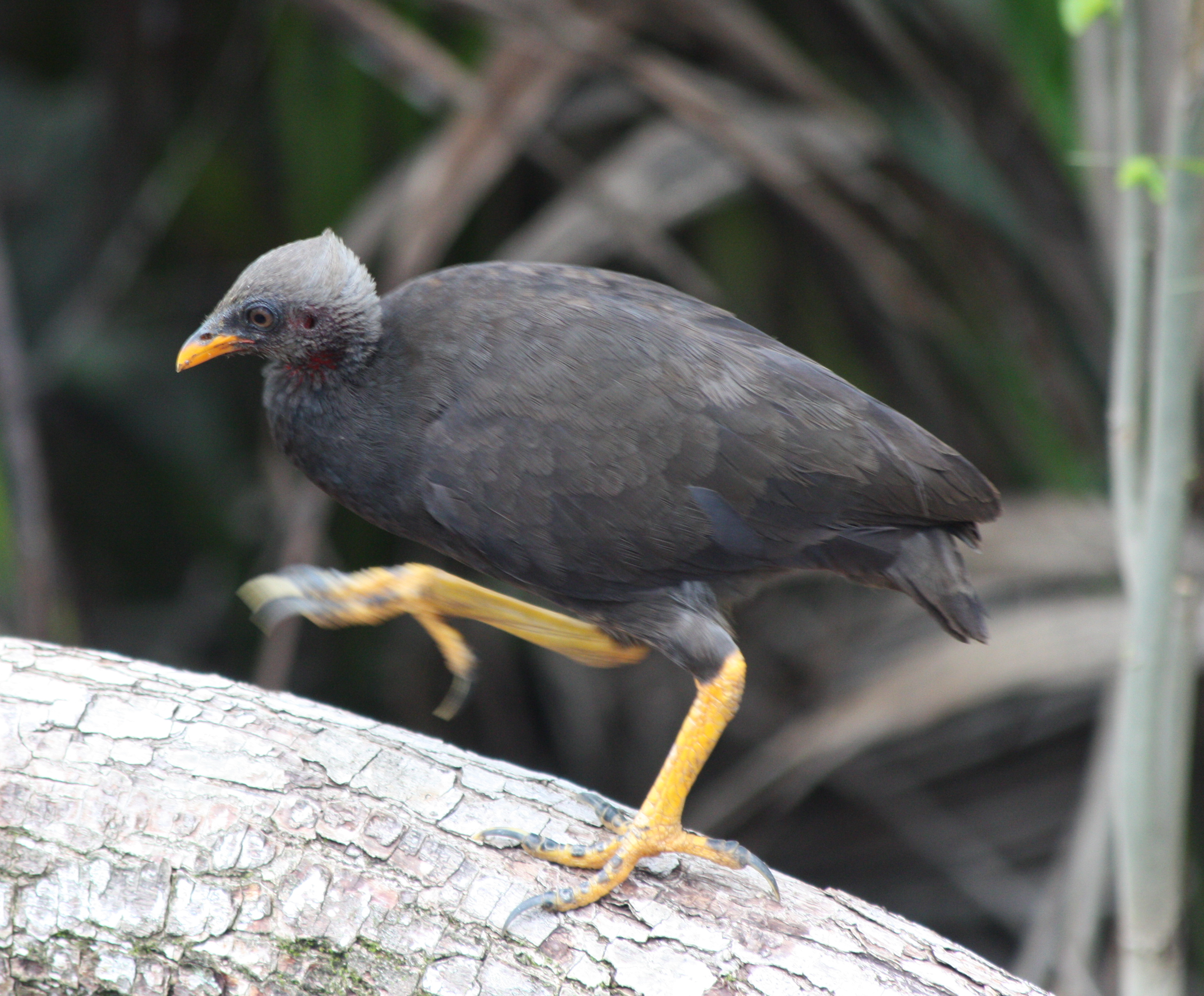
Mikronesisk storfotshöna (Megapodius laperouse)

Följande lista med 21 arter i sex släkten följer AviList:
- Släkte Leipoa
  - Malleehöna (Leipo ocellata)
- Släkte Talegalla
  - Rödnäbbad buskhöna (Talegalla cuvieri)
  - Svartnäbbad buskhöna (Talegalla fuscirostris)
  - Rödkindad buskhöna (Talegalla jobiensis)
- Släkte Alectura
  - Australisk buskhöna (Alectura lathami)
- Släkte Aepypodius
  - Waigeobuskhöna (Aeypodius bruijnii)
  - Kambuskhöna (Aeypodius arfakianus)
- Släkte Macrocephalon
  - Maleohöna (Macrocephalon maleo)
- Släkte Eulipoa
  - Moluckstorfotshöna (Eulipoa wallacei)
- Släkte Megapodius
  - Tongastorfotshöna (Megapodius pritchardii)
  - Mikronesisk storfotshöna (Megapodius laperouse)
  - Nikobarstorfotshöna (Megapodius nicobariensis)
  - Filippinstorfotshöna (Megapodius cumingii)
  - Sulastorfotshöna (Megapodius bernsteinii)
  - Tanimbarstorfotshöna (Megapodius tenimberensis)
  - Mörk storfotshöna (Megapodius freycinet)
  - Geelvinkstorfotshöna (Megapodius geelvinkianus)
  - Melanesisk storfotshöna (Megapodius eremita)
  - Vanuatustorfotshöna (Megapodius layardi)
  - Papuastorfotshöna (Megapodius decollatus)
  - Orangefotad storfotshöna (Megapodius reinwardt)

### Utdöda arter
Ytterligare fyra arter som dog ut tidigare under holocen har erkänts, varav tre i Megapodius:
- Lapitastorfotshöna (Megapodius alimentum)
- Nyakaledonienstorfotshöna (Megapodius molistructor)
- Fijistorfotshöna (Megapodius amissus)
- Efatestorfotshöna (Mwalau walterlini)